# Komórki sitowe

Zatoki przynosowe.

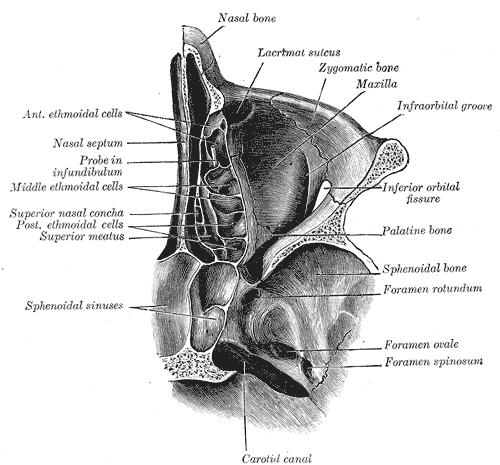
Przekrój poprzeczny czaszki na wysokości jamy nosowej i oczodołu (strona prawa, widok z góry). Po stronie lewej zaznaczone: komórki sitowe przednie (Ant. ethmoidal cells), środkowe (Middle ethmoidal cells) i tylne (Post. ethmoidal cells). Przyśrodkowo od komórek sitowych widoczna jama nosowa z zaznaczoną przegrodą nosa (Nasal septum), a bocznie od nich oczodół z zaznaczonym dnem utworzonym przez szczękę (Maxilla).

Komórki sitowe (łac. cellulae ethmoidale) – najmniejsze z zatok przynosowych człowieka. Składają się z drobnych jamek kostnych poprzedzielanych cienkimi blaszkami kostnymi. Wypełniają one błędnik sitowy (łac. labyrinthus ethmoidalis) i stanowią zasadniczą część kości sitowej. Każda komórka sitowa wysłana jest błoną śluzową.

## Podział i topografia
Komórki sitowe umownie dzieli się na przednie i tylne. Niektórzy wyróżniają jeszcze komórki sitowe środkowe. Połączone są one za pośrednictwem małych otworów w blaszkach kostnych, które je oddzielają. Połączenia te stanowią sprawny drenaż podczas stanów zapalnych (ostre zapalenie komórek sitowych). Skrajnie położone komórki błędnika sitowego są otwarte i tworzą dołki, które dopiero w połączeniu z półkomórkami sąsiadujących kości tworzą pełne komórki. Od boku sąsiadują z oczodołem ograniczone od niego blaszką oczodołową (papierowatą) kości sitowej (łac. lamina orbitalis (papyracea) ossis ethmoidalis). Strop komórek sitowych stanowi podstawa przedniego dołu czaszki. Przyśrodkowo komórki sitowe stanowią boczną ścianę jamy nosowej. Są one połączone ze światłem jamy nosowej. Komórki sitowe przednie otwierają się w lejku sitowym (łac. infundibulum ethmoidale) w przewodzie nosowym środkowym. Największą komórką sitową jest bańkowato rozdęta puszka sitowa (łac. bulla ethmoidalis), która widoczna jest pod małżowiną nosową środkową. Poniżej puszki sitowej znajduje się wyrostek haczykowaty (łac. processus uncinatus). Pomiędzy puszką sitową a wyrostkiem haczykowatym znajduje się szczelinowata przestrzeń – rozwór półksiężycowaty (łac. hiatus semilunaris), który prowadzi do wspomnianego wyżej lejka sitowego — miejsca drenażu komórek sitowych przednich. Linią oddzielającą komórki sitowe przednie od tylnych jest czołowo ustawiony, środkowy fragment małżowiny nosowej środkowej tworzący tzw. blaszkę podstawną. Komórki sitowe tylne otwierają się w przewodzie nosowym górnym. Odmianą anatomiczną są komórki sitowe tylne obejmujące zatokę klinową. Są to tzw. komórki Onodiego.

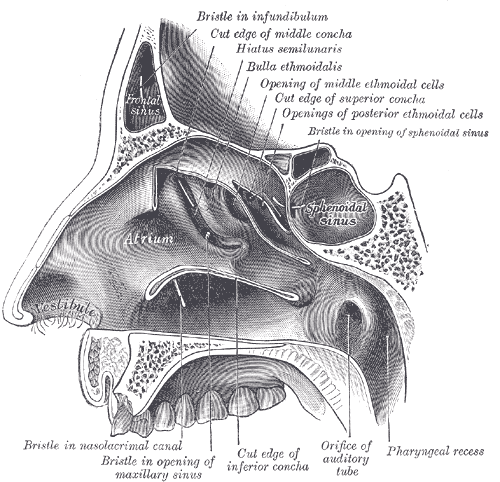
Boczna ściana jamy nosowej (strona prawa) po usunięciu małżowiny nosowej środkowej (Cut edge of middle concha). Na rysunku widoczne: puszka sitowa (Bulla ethmoidalis), ujście komórek sitowych środkowych (Opening of middle ethmoidal cells) oraz ujście kom. sitowych tylnych (Opening of posterior ethmoid cells). Ujściu kom. sitowych przednich do jamy nosowej odpowiada rozwór półksiężycowaty (Hiatus semilunaris).

## Naczynia i nerwy
Tętnice doprowadzające krew do komórek sitowych to:
- tętnica sitowa przednia i tętnica sitowa tylna, które odchodzą od tętnicy ocznej.

Żyły odpowiadają tętnicom. Naczynia sitowe wchodzą do komórek od strony oczodołu. Unerwienie błędnika sitowego także od strony oczodołu zapewniają nerwy sitowe (od nerwu ocznego).